# Кралски гверек
Кралският гверек (Colobus polykomos) е вид бозайник от семейство Коткоподобни маймуни (Cercopithecidae). Видът е световно застрашен, със статут Уязвим.

## Разпространение и местообитание
Разпространен е в Гвинея, Гвинея-Бисау, Кот д'Ивоар, Либерия и Сиера Леоне.